# مونرو برايس (أستاذ جامعي)
مونرو برايس (بالإنجليزية: Munro Price)‏ هو مؤرخ العصر الحديث ‏ ومؤرخ بريطاني، ولد في 1963 في لندن في المملكة المتحدة.

## وصلات خارجية
- الموقع الرسمي
- مونرو برايس على موقع IMDb (الإنجليزية)